# Ashrafpur Kichhauchha
Ashrafpur Kichhauchha es un pueblo y nagar Panchayat situado en el distrito de Ambedkar Nagar en el estado de Uttar Pradesh (India). Su población es de 15838 habitantes (2011). 

## Demografía
Según el censo de 2011 la población de Ashrafpur Kichhauchha era de 15838 habitantes, de los cuales 8062 eran hombres y 7776 eran mujeres. Ashrafpur Kichhauchha tiene una tasa media de alfabetización del 65,14%, inferior a la media estatal del 67,68%: la alfabetización masculina es del 71,93%, y la alfabetización femenina del 58,13%.